# Rameau cantabrique
Le rameau cantabrique correspond à un ensemble de races bovines originaires du nord du Portugal et du nord-ouest de l'Espagne. En espagnol, il est nommé tronco Cantàbrico.

## Origine

### Géographique
Ce rameau tire son nom de la cordillère cantabrique. Les races principales affiliées à ce rameau en occupent les pentes. 

### Génétique
Les races apparentées à ce rameau sont des races anciennes autochtones de la région. La diversité provient de la variété des terroirs au sein desquels chaque groupe de population s'est adapté à son terroir. 

## Caractères communs
Ce sont des animaux à robe fauve à châtain. 

## Sources